# Nieuwenhofklooster (Maastricht)
Het Klooster van de Nieuwenhof is een voormalig klooster in het centrum van de Nederlandse stad Maastricht, gelegen aan  de zuidrand van de wijk Jekerkwartier op het adres Zwingelput 4. Het gebouwencomplex is in de loop der eeuwen in gebruik geweest als begijnhof, klooster, armenhuis, weeshuis en universiteitsgebouw. Het Nieuwenhofklooster is een rijksmonument.

## Geschiedenis
In 1251 werd in Maastricht een begijnhof gesticht, buiten de toenmalige stadsmuren, tussen enkele armen van de Jeker. In 1265 verhuisden de begijnen, vanwege de overstromingen door de Jeker en de drukte. Dit begijnhof werd sindsdien Aldenhof genoemd. De begijnen vestigden zich daarna opnieuw buiten de stad op het grondgebied van Sint Pieter, min of meer op het terrein van de tegenwoordige Tapijnkazerne. Dit werd de Nieuwenhof genoemd. In 1423 leefden er elf begijnen.
Tijdens de Luiks-Brabantse oorlogen (13e-14e eeuw) en daarna tijdens het Beleg van Maastricht (1407-1408), leed het begijnhof veel schade. In 1482 moesten de begijnen ook deze locatie verlaten, omdat de stad ze gebood zich binnen de muren te vestigen. Van 1484-1489 werd voor hen de Tweede Nieuwenhof gebouwd, de huidige locatie aan Zwingelput 4. Ook werd een kapel gebouwd: Het driezijdig gesloten mergelstenen koor kwam in 1492 gereed en het schip in 1493. Dit schip was uitgevoerd in vakwerkbouw, maar werd van 1661-66 vervangen door een mergelstenen exemplaar. De kapel was gewijd aan de heilige Catharina en Gertrudis.
In 1502 moesten de begijnen, op last van de Luikse bisschop Johan van Horne, de regel van de Derde Orde van Sint-Franciscus aannemen en het klooster onder toezicht gesteld van de Keulse provincie van de franciscanen. Het proces tot omvorming naar een klooster, inclusief de clausuur en het breviergebed, duurde echter tot 1625. Daarna waren de begijnen pas echt kloosterzusters geworden; in 1626 waren dat er 25. De kleding van de zusters bestond uit een bruin habijt en een zwarte kap. Ze leefden van het geven van onderwijs en het huisvesten van proveniers. In 1652 werd het klooster uitgebreid en verbeterd, maar in 1788 ging het -vanwege wanbeheer- failliet. Het kon dankzij de Bank van Lening nog even blijven voortbestaan, maar in 1796 werden alle kerkelijke instellingen op last van de Fransen opgeheven en hun goederen in beslag genomen. Er waren toen nog 23 zusters en daarnaast zes werkzusters en twee knechten, die allen andere bezigheden en onderdak moesten zoeken. De door de Fransen aangeboden bons voor de aankoop van nationaal goed weigerden de zusters.

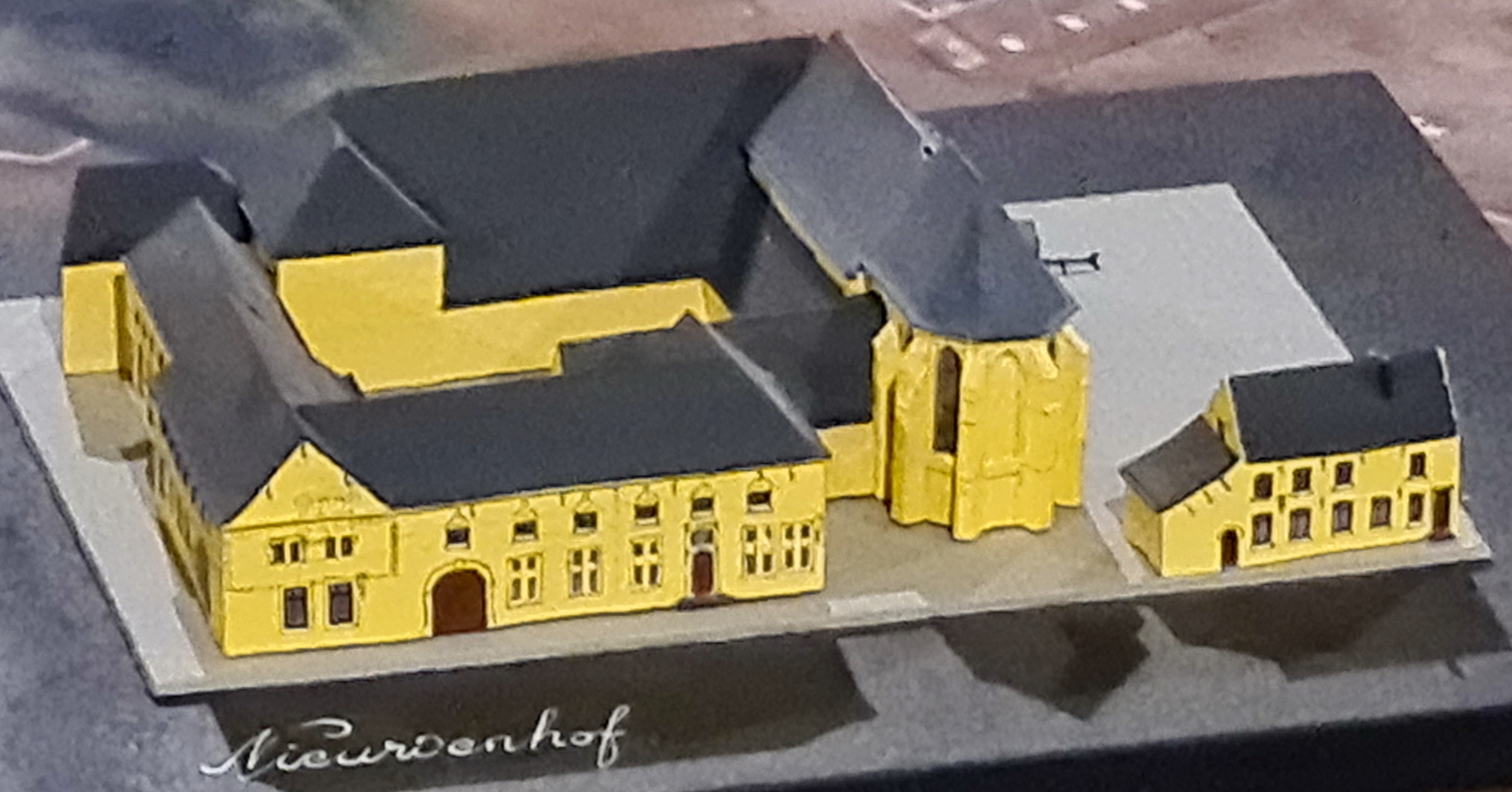
De Nieuwenhof als weeshuis op de (onvoltooide) Maquette Maastricht 1867

Vanaf 1797 diende het klooster als onderkomen voor de bewoners van het nabij gelegen R.K. Armenhuis aan de Grote Looiersstraat 17, dat door de Franse overheid was genaast als militair hospitaal. In de tweede helft van de negentiende eeuw werd het complex verbouwd door Pierre Cuypers. Vanaf 1852 werden er uitsluitend wezen opgenomen van 7 tot 13 jaar en werd de naam veranderd in 'R.K. Gesticht De Nieuwenhof v/h R.K. Armenhuis'. De Nieuwenhof had een gemengde bevolking, waarbij de jongens onderricht kregen van de Broeders van de Onbevlekte Ontvangenis van Maria en de meisjes van de Liefdezusters van de Heilige Carolus Borromeus. In 1896 kregen de zusters de algehele leiding. De kinderen leerden vanaf twaalfjarige leeftijd een ambacht, hetzij bij een werkgever in de stad, hetzij binnenshuis. Op zestienjarige leeftijd werden zij geacht volwassen te zijn en moesten zij de Nieuwenhof verlaten.
In 1980 werd het weeshuis gesloten. In 1981 kwam het in gebruik bij de universiteit van Maastricht, die het complex in 1988 heeft gekocht en omstreeks 1990 ingrijpend verbouwde. Het huisvestte aanvankelijk onderdelen van de juridische faculteit. In 2002 is hier het University College Maastricht ondergebracht. De heringerichte kapel doet dienst als collegezaal.

## Erfgoed
Van de oorspronkelijke begijnhoven buiten de stadsomwalling is niets over. Waarschijnlijk geeft de benaming Aldenhofpark voor een deel van het Stadspark Maastricht de locatie van een voormalige vestiging aan. Vlak bij de huidige locatie liggen de Nieuwenhofstraat en de Nieuwenhofwal.

### Kloostervleugels
De kloostergebouwen en de kapel vormen thans een rijksmonument. Een deel van de kloostergebouwen dateert uit 1652, waaronder de lagere delen van de voorgevel aan de Zwingelput. In de 19e eeuw werden de gebouwen verhoogd. De noordelijke kloostervleugel in Maaslandse renaissancestijl heeft speklagen en hardstenen vensteromlijstingen.

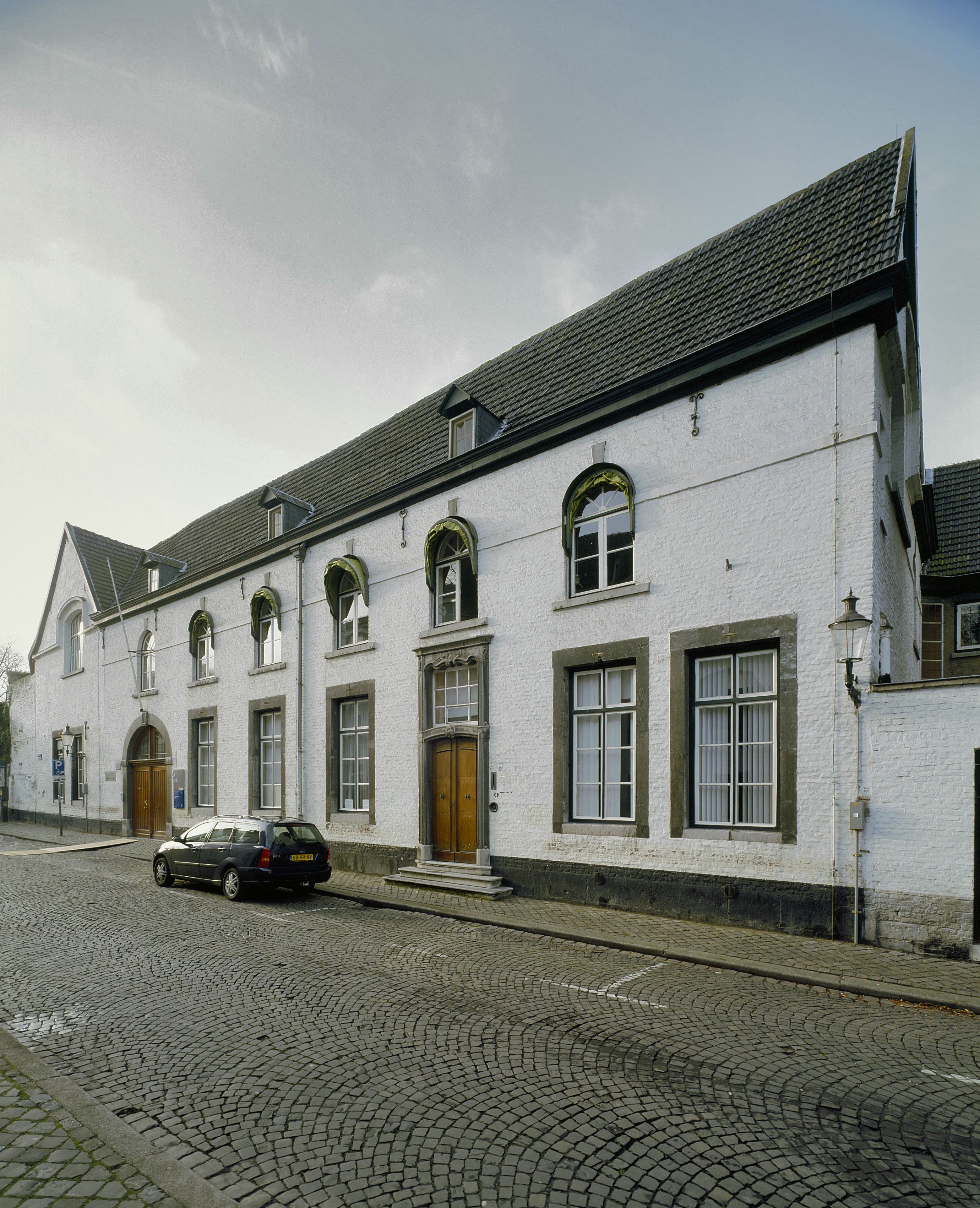
Straatzijde
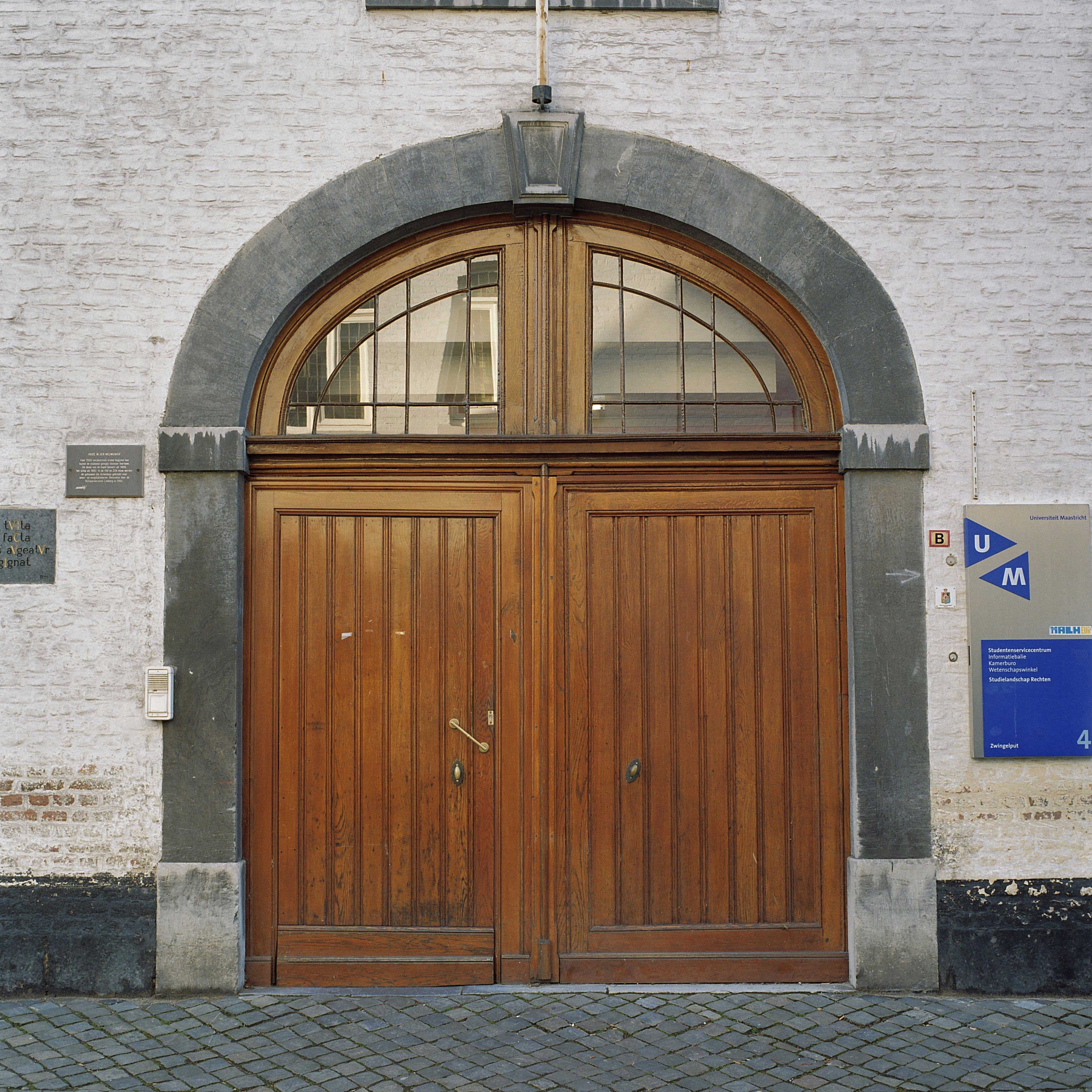
Toegangspoort
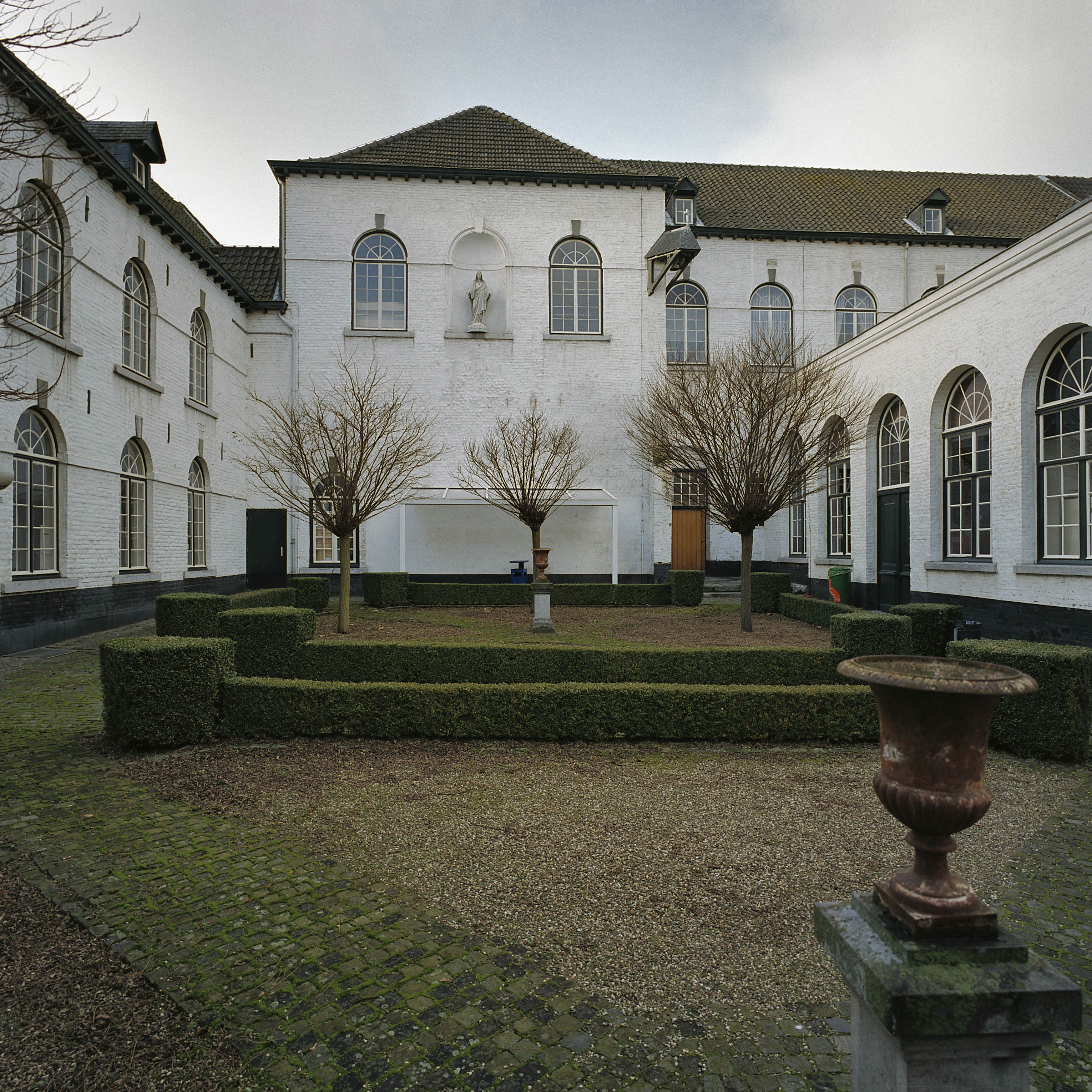
Hofzijde met kloosterkapel
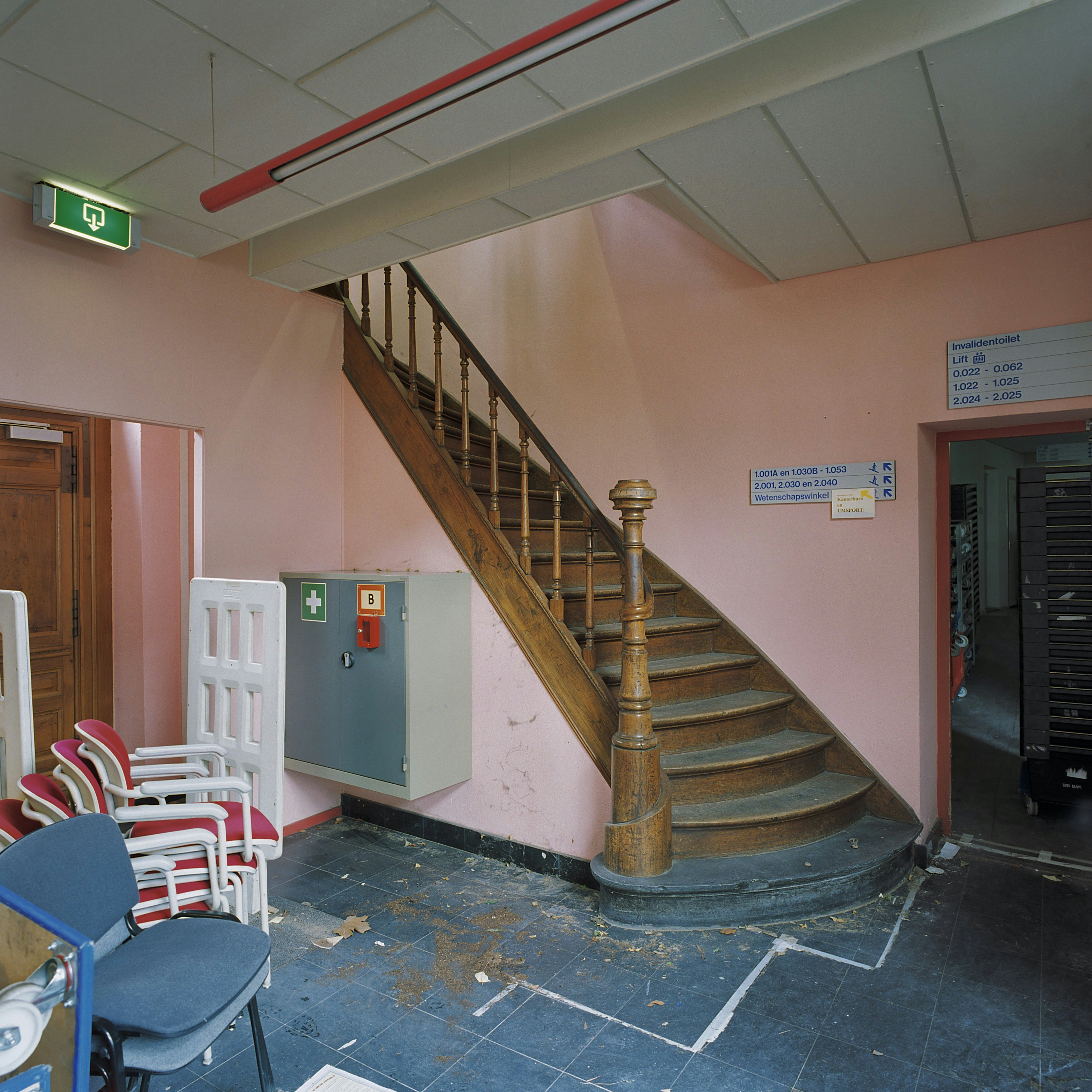
Entreehal

### Kloosterkapel
Het mergelstenen koor van de kapel, waarvan de bouw begon in 1484, is gotisch en heeft vijf spitsboogvensters. De kleine kloostergemeenschap was nogal armlastig. Pas na ingrijpen van de stadsmetselaar en stadstimmerman werd ruim twee eeuwen later, in 1661, de bouwvallige met hout bedekte vakwerkbouw van het kerkschip vervangen door een in steen opgetrokken bouw met tongewelf, die werd uitgevoerd als dubbelkapel. Dit maakte het mogelijk dat de zusters de diensten konden volgen vanaf de tussenverdieping in het kerkschip, terwijl gelovigen uit de buurt de benedenkapel bezochten. Op 29 juni 1666 wijdde de Luikse wijbisschop J.A. Blavier de kapel in.
De tekening van Philippe van Gulpen geeft een indruk van de aankleding van de benedenkapel. Daarin valt het barokke altaar op, dat in 1666 tegelijk met de kapel werd ingezegend en dat eerst in 1852 zou worden vervangen door een neogotisch altaar. Volgens de door Van Gulpen afgebeelde iconografie was dit het altaar dat voorheen in de vroegere Mariakapel van het Oude Minderbroedersklooster had gestaan. Er is een aantal beelden op afgebeeld, waarvan er ten minste twee verwijzen naar franciscaanse heiligen. Of het door Van Gulpen tevens afgebeelde beeld van de Sterre der Zee ook ooit (tijdelijk) aanwezig was in De Nieuwenhof, is niet bekend. In het huidige interieur is de tussenverdieping weggebroken en valt het gestucte tongewelf in het schip op, en de gebrandschilderde ramen in het koor. In de kapel bevinden zich diverse grafzerken (waaronder twee uit 1286 en 1294, meegenomen uit de Aldenhof), een epitaaf uit de 16e eeuw en een preekstoel uit de 17e eeuw.

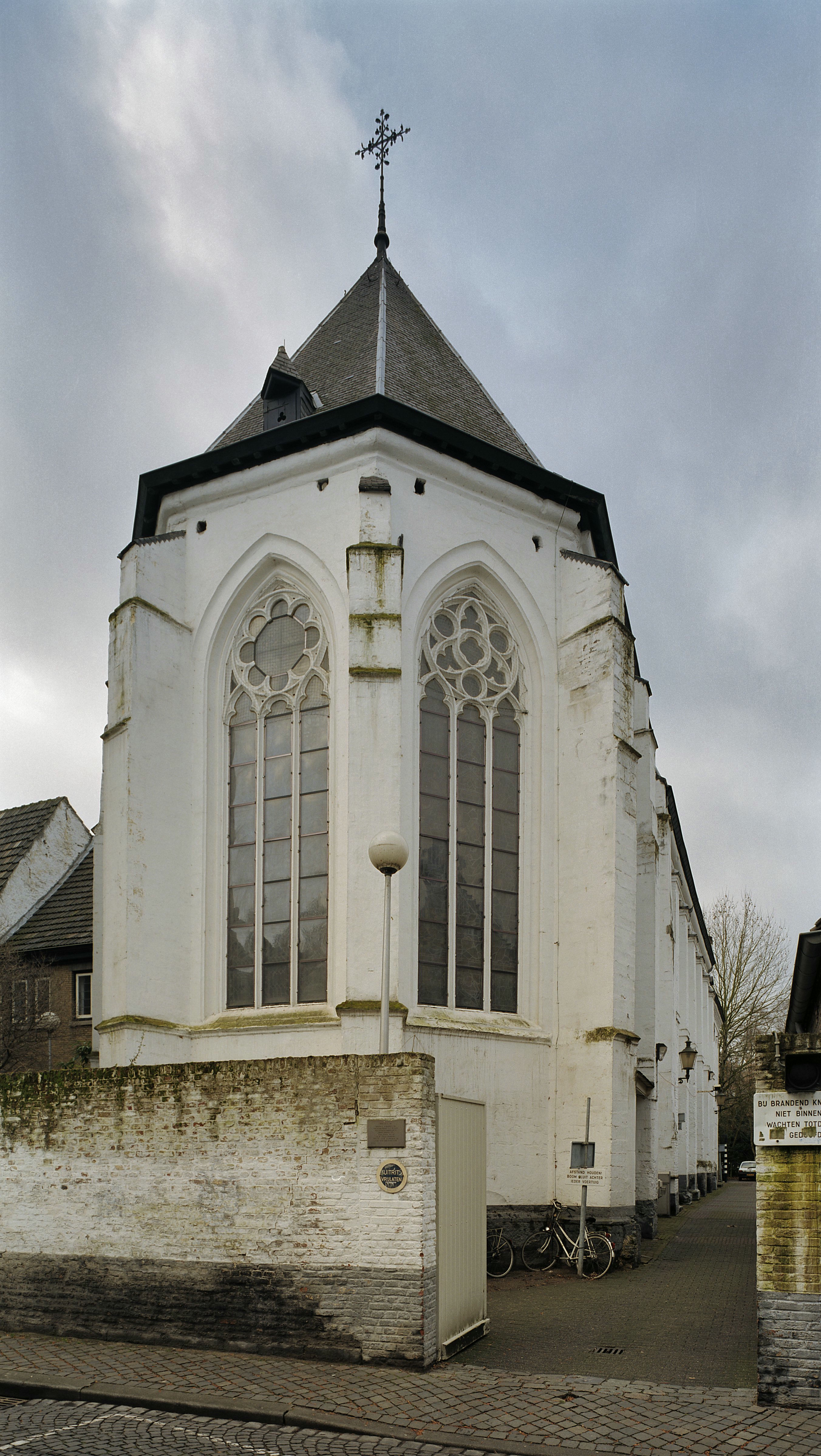
Koor kloosterkapel
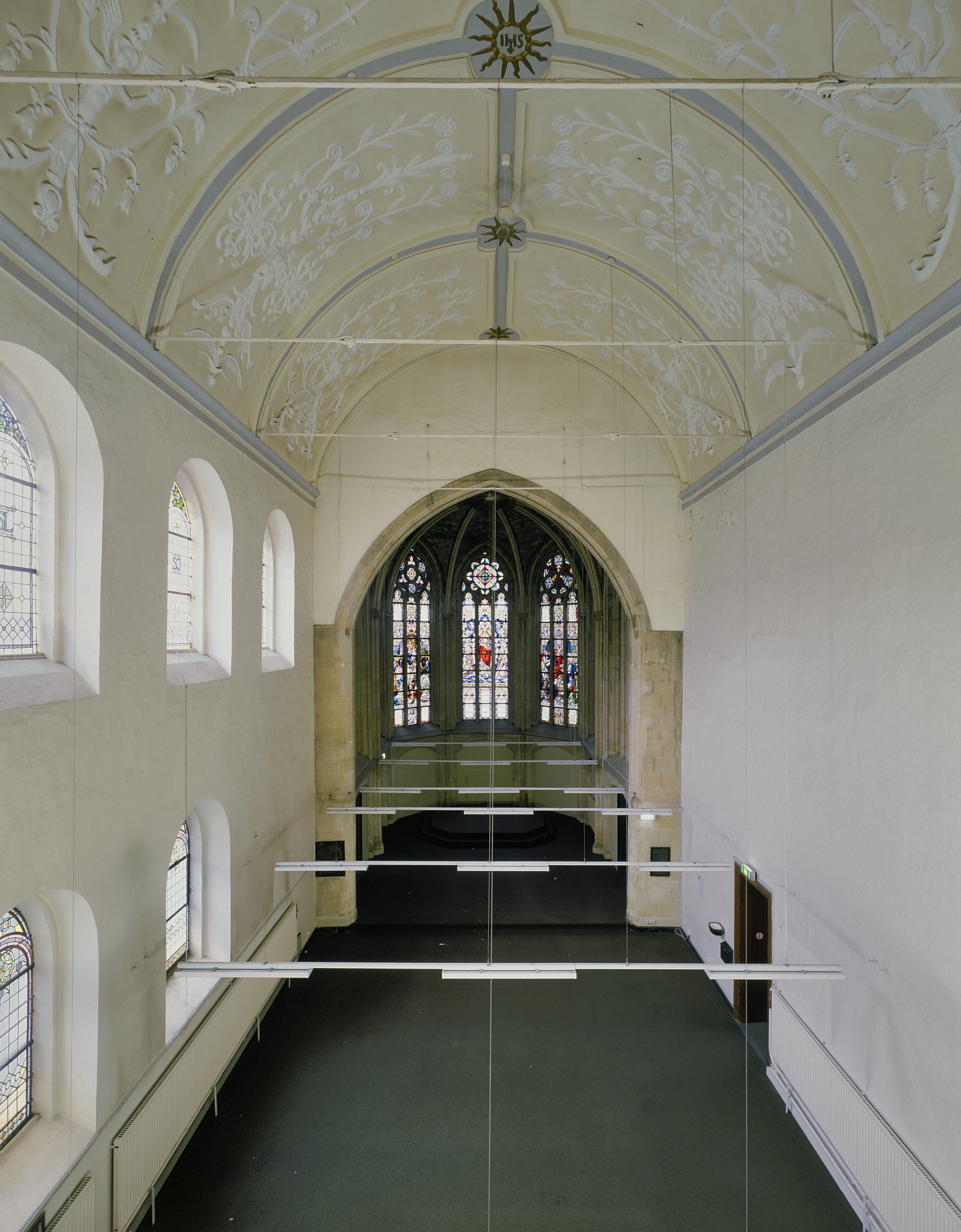
Interieur kapel
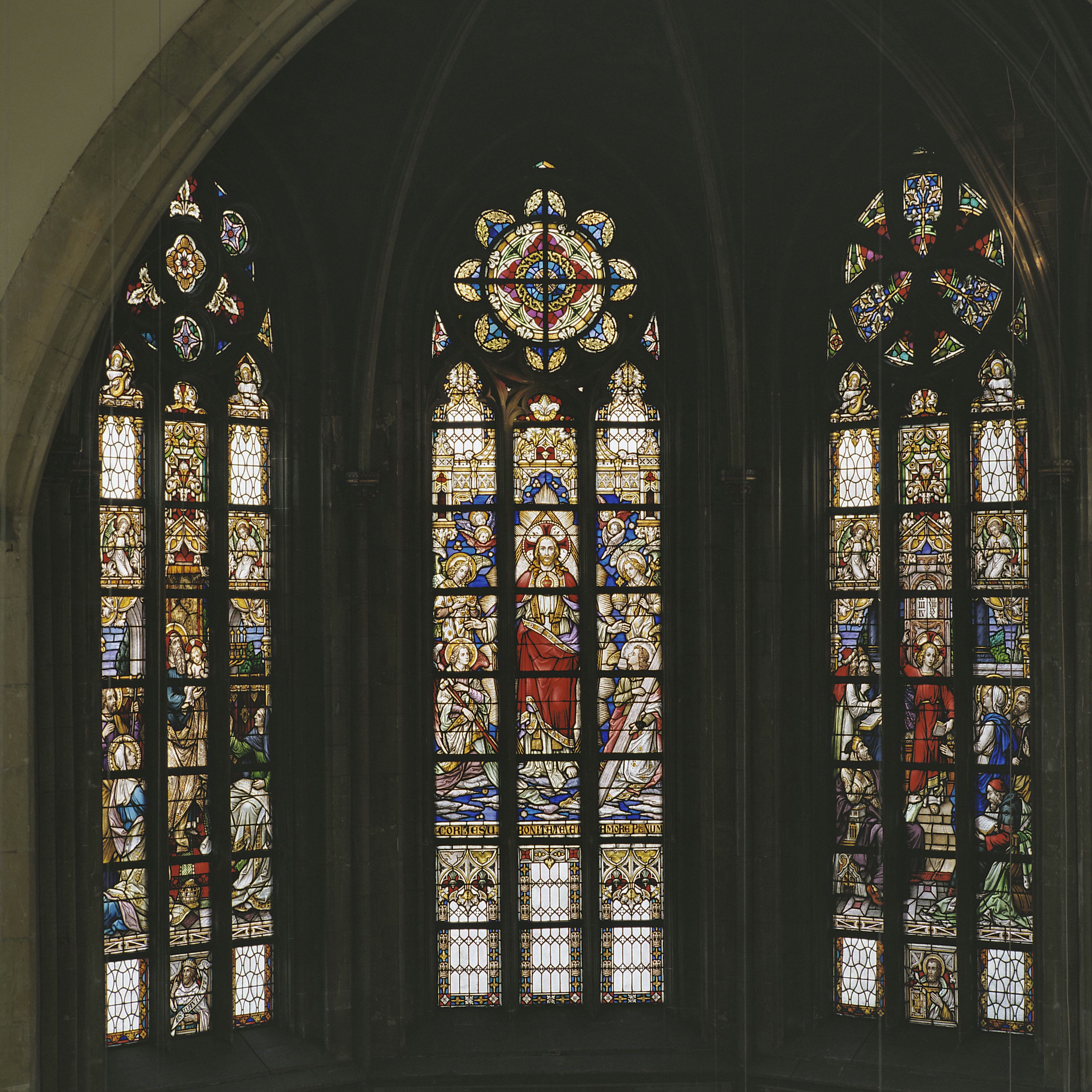
Glas-in-loodramen
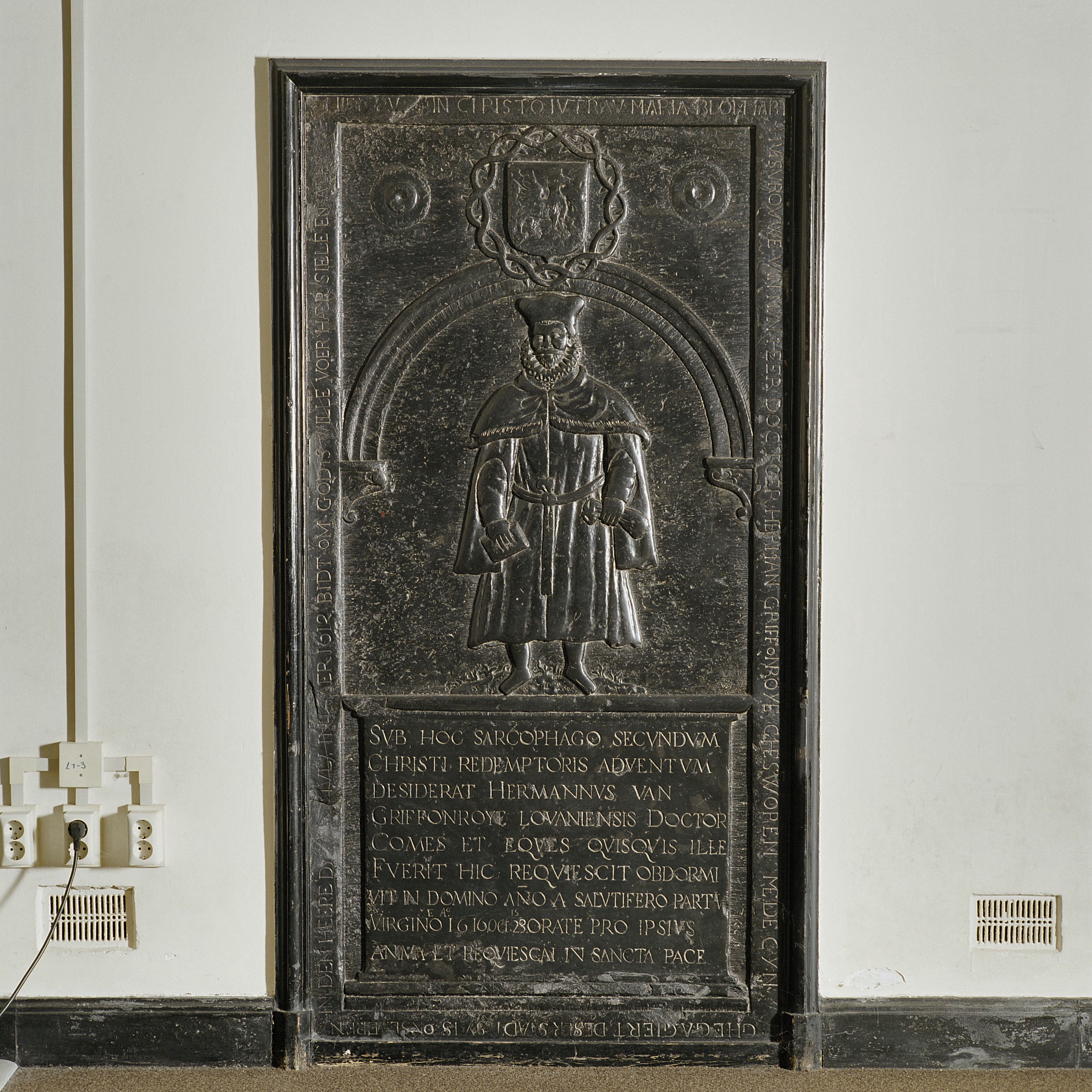
Grafsteen uit 1616

## Kaart
Op onderstaande kaart wordt het terrein van het kloostercomplex getoond.